# Home Alone 3
Home Alone 3 (titulada Mi pobre angelito 3 en Hispanoamérica y Solo en casa 3 en España) es la tercera entrega de la saga Home Alone dirigida por Raja Gosnell. 
Se estrenó en Estados Unidos en 1997 y recaudó $79.000.000.
Los principales actores eran Alex D. Linz, Olek Krupa, Rya Kihlstedt, Lenny von Dohlen, David Thornton, Haviland Morris y Scarlett Johansson. Tenía un presupuesto inicial de $32.000.000. 
Esta película deja atrás a Kevin McCallister, porque Macaulay Culkin había decidido dejar la actuación en 1994, además de que ya no tenía edad para interpretar el papel de un niño de 8 años, en cambio muestra la historia de Alex Pruitt, que descubre a una banda de ladrones, que ha robado un microchip del gobierno que fue insertado en un juguete, debiendo detenerlos antes de que vuelvan a recuperar dicho artículo.

## Trama
La historia de las dos películas anteriores cambia. Una banda de ladrones ha robado un microchip gubernamental y lo esconde dentro de un juguete, el cual se pierde en el aeropuerto de San Francisco por el descuido de una señora que regresa a Chicago. En dicha ciudad contrata a un pequeño de ocho años, llamado Alex Pruitt, para que limpie la nieve que ha quedado en su casa y entonces la señora regala a Alex el juguete misterioso, donde fue insertado el chip.
Alex se enferma de varicela, su padre sale de viaje, su madre sale a trabajar y sus hermanos van a la escuela, por lo que debe quedarse en casa.
Entonces, Alex descubre que los ladrones del chip están rondando por su barrio, buscando el juguete y, por más que el intenta acusar a dicha banda nunca lo consigue, haciendo disgustar a sus hermanos y a su madre.
Alex debe idear trampas como las de Kevin McCallister en las otras dos películas para que la policía y su familia puedan creerle y que este suceso no arruine las fiestas navideñas.

## Reparto
| Personaje       | Actor              | Doblaje español      |
| --------------- | ------------------ | -------------------- |
| Alex Pruitt     | Alex D. Linz       | Graciela Molina      |
| Peter Beaupre   | Olek Krupa         | Ricky Coello         |
| Alice Ribbons   | Rya Kihlstedt      | Montse Moreno        |
| Burton Jernigan | Lenny von Dohlen   | Paco Gázquez         |
| Earl Unger      | David Thornton     | Antonio Lara         |
| Karen Pruitt    | Haviland Morris    | María Jesús Lleonart |
| Jack Pruitt     | Kevin Kilner       | Juan Carlos Gustems  |
| Stan Pruitt     | Seth Smith         | Ángel de Gracia      |
| Molly Pruitt    | Scarlett Johansson | Joël Mulachs         |
| Sra. Hess       | Marian Seldes      | Marta Martorell      |

## Fechas de estreno mundial
| País                                                                          | Fecha de estreno                  |
| ----------------------------------------------------------------------------- | --------------------------------- |
| Alemania                                                                      | Jueves 18 de diciembre de 1997    |
| Argentina                                                                     | Jueves 22 de enero de 1998        |
| Australia                                                                     | Jueves 9 de abril de 1998         |
| Austria                                                                       | Viernes 19 de diciembre de 1997   |
| Bélgica                                                                       | Miércoles 17 de diciembre de 1997 |
| Belice · Costa Rica · El Salvador · Guatemala · Honduras · Nicaragua · Panamá | Viernes 6 de febrero de 1998      |
| Bolivia                                                                       | Jueves 19 de febrero de 1998      |
| Brasil                                                                        | Viernes 30 de enero de 1998       |
| Bulgaria                                                                      | Viernes 19 de diciembre de 1997   |
| Chile                                                                         | Jueves 22 de enero de 1998        |
| Chipre                                                                        | Viernes 26 de diciembre de 1997   |
| Colombia                                                                      | Viernes 23 de enero de 1998       |
| Corea del Sur                                                                 | Sábado 18 de julio de 1998        |
| Croacia                                                                       | Jueves 18 de diciembre de 1997    |
| Dinamarca                                                                     | Jueves 25 de diciembre de 1997    |
| Ecuador                                                                       | Viernes 6 de marzo de 1998        |
| Egipto                                                                        | Miércoles 27 de mayo de 1998      |
| Emiratos Árabes Unidos                                                        | Miércoles 4 de marzo de 1998      |
| Eslovenia                                                                     | Jueves 18 de diciembre de 1997    |
| España                                                                        | Viernes 19 de diciembre de 1997   |
| Estados Unidos · Canadá                                                       | Viernes 12 de diciembre de 1997   |
| Estonia                                                                       | Viernes 19 de diciembre de 1997   |
| Filipinas                                                                     | Miércoles 11 de febrero de 1998   |
| Finlandia                                                                     | Viernes 19 de diciembre de 1997   |
| Francia                                                                       | Miércoles 17 de diciembre de 1997 |
| Grecia                                                                        | Viernes 26 de diciembre de 1997   |
| Hong Kong                                                                     | Jueves 9 de abril de 1998         |
| Hungría                                                                       | Jueves 18 de diciembre de 1997    |
| India                                                                         | Viernes 8 de mayo de 1998         |
| Indonesia                                                                     | Martes 23 de diciembre de 1997    |
| Islandia                                                                      | Viernes 19 de diciembre de 1997   |
| Israel                                                                        | Viernes 19 de diciembre de 1997   |
| Italia                                                                        | Viernes 30 de enero de 1998       |
| Jamaica                                                                       | Miércoles 24 de diciembre de 1997 |
| Japón                                                                         | Sábado 25 de julio de 1998        |
| Letonia                                                                       | Viernes 19 de diciembre de 1997   |
| Líbano                                                                        | Viernes 26 de diciembre de 1997   |
| Lituania                                                                      | Viernes 23 de enero de 1998       |
| Malasia                                                                       | Jueves 12 de marzo de 1998        |
| México                                                                        | Viernes 27 de marzo de 1998       |
| Noruega                                                                       | Viernes 26 de diciembre de 1997   |
| Nueva Zelanda                                                                 | Jueves 1 de enero de 1998         |
| Países Bajos                                                                  | Jueves 18 de diciembre de 1997    |
| Perú                                                                          | Viernes 6 de febrero de 1998      |
| Polonia                                                                       | Viernes 19 de diciembre de 1997   |
| Portugal                                                                      | Viernes 19 de diciembre de 1997   |
| Puerto Rico                                                                   | Jueves 25 de diciembre de 1997    |
| Reino Unido Irlanda                                                           | Viernes 19 de diciembre de 1997   |
| República Checa · Eslovaquia                                                  | Jueves 18 de diciembre de 1997    |
| República Dominicana                                                          | Jueves 29 de enero de 1998        |
| Rumania                                                                       | Viernes 19 de diciembre de 1997   |
| Rusia                                                                         | Miércoles 31 de diciembre de 1997 |
| Singapur                                                                      | Jueves 12 de marzo de 1998        |
| Sudáfrica                                                                     | Viernes 2 de enero de 1998        |
| Suecia                                                                        | Viernes 13 de febrero de 1998     |
| Suiza                                                                         | Miércoles 17 de diciembre de 1997 |
| Tailandia                                                                     | Viernes 17 de abril de 1998       |
| Taiwán                                                                        | Sábado 28 de marzo de 1998        |
| Turquía                                                                       | Viernes 9 de enero de 1998        |
| Ucrania                                                                       | Miércoles 31 de diciembre de 1997 |
| Uruguay                                                                       | Viernes 23 de enero de 1998       |
| Venezuela                                                                     | Miércoles 10 de junio de 1998     |

## Recepción
La película generó $79,000,000 de dólares en todo el mundo. Home Alone 3 recibió generalmente críticas negativas, siendo nominada a "peor secuela o remake" en los Golden Raspberry Award. Sin embargo el crítico de cine Roger Ebert le dio una calificación positiva describiéndola como "fresca, muy divertida y mejor que las dos anteriores".